# Weißenburg in Bayern
Weißenburg in Bayern (trước kia là Weißenburg im Nordgau) là một thị trấn thuộc bang Bayern, Đức. Đây là huyện lỵ của huyện Weißenburg-Gunzenhausen. Dân số 17,731 người (2005).
Bản mẫu:Franconian Circle
Bản mẫu:Free Imperial Cities